# Copley (Metro de Boston)
Copley  es una estación en el Ramal B, el Ramal D, el Ramal E y el Ramal C de la línea verde del Metro de Boston. La estación se encuentra localizada en 640 Boylston St. y 230 Dartmouth St. en Boston, Massachusetts. La estación Copley fue inaugurada el 3 de octubre de 1914. La Autoridad de Transporte de la Bahía de Massachusetts es la encargada por el mantenimiento y administración de la estación.

## Descripción
La estación Copley cuenta con 2 plataformas laterales y 2 vías. 

## Conexiones
La estación es abastecida por las siguientes conexiones: 
- Rutas de autobuses: 9, 10, 39, 55, 352, 502, 503, 504, 555